# Firminus Caron
Firminus lub Philippe Caron (fl. 1450–1480) – franko-flamandzki kompozytor okresu późnego średniowiecza.
Działał w 2. połowie XV wieku. Informacje na jego temat są szczątkowe i oparte w większości na domysłach, niepewne jest nawet jego imię. Mógł być uczniem Guillaume’a Dufaya lub Gillesa Binchois. Niejaki Firminus Caron wzmiankowany jest w 1422 roku jako primus musicus katedry w Amiens, nie ma jednak pewności, czy była to ta sama osoba. Część życia mógł spędzić we Włoszech, później prawdopodobnie związany był z dworem księcia burgundzkiego Karola Zuchwałego. Johannes Tinctoris w swoim traktacie Liber de arte contrapuncti (1477) wymienia go jako najwybitniejszego obok Busnoisa, Regisa i Ockeghema kompozytora ówczesnych czasów.
Z jego twórczości zachowało się dwadzieścia chansons 3- i 4-głosowych, kilka motetów i pięć mszy 4-głosowych (Accueilly m’a la belle, Jesum autem, Clemens et benigna, L’homme armé i jedna bez tytułu).